# Sparkdräkt

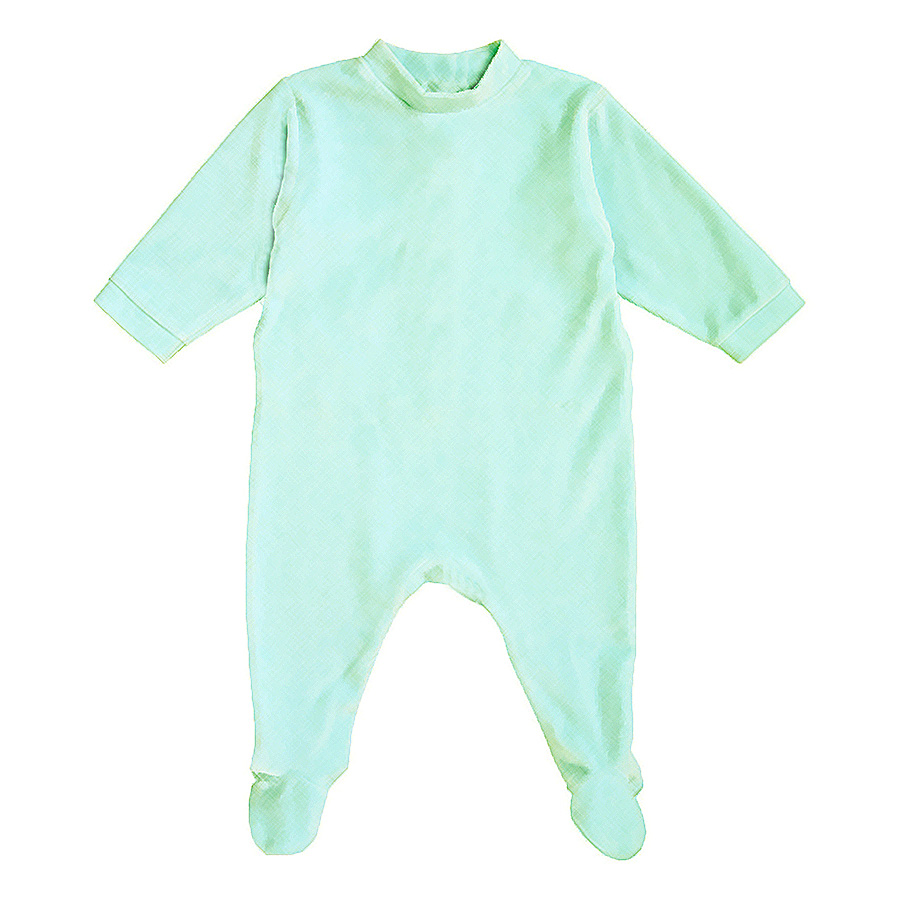
En sparkdräkt för spädbarn.

Sparkdräkt är ett plagg som används för spädbarn innan de har lärt sig att gå. Det kan ha formen av en overall eller en påse med ärmar. Plagget kan normalt öppnas nertill så att man enkelt skall kunna byta blöja på barnet.
En fiktiv figur som i princip alltid ses i sparkdräkt, är seriefiguren Karl-Alfreds adoptivbarn Lill-Pär (Swee'Pea).
Mysoveraller för vuxna kallas också sparkdräkter.